# Salia humeralis
Salia humeralis là một loài bướm đêm trong họ Noctuidae.